# Chorthippus daitongensis
Chorthippus daitongensis är en insektsart som beskrevs av Huo, K. 1994. Chorthippus daitongensis ingår i släktet Chorthippus och familjen gräshoppor. Inga underarter finns listade i Catalogue of Life.